# Yefi Triaji
Yefi Triaji es un deportista indonesio que compitió en taekwondo. Ganó una medalla de plata en los Juegos Asiáticos de 1986, y una medalla de bronce en el Campeonato Asiático de Taekwondo de 1986.

## Palmarés internacional
| Juegos Asiáticos    | Juegos Asiáticos     | Juegos Asiáticos  | Juegos Asiáticos |
| Año                 | Lugar                | Medalla           | Categoría        |
| ------------------- | -------------------- | ----------------- | ---------------- |
| 1986                | Seúl (Corea del Sur) | Medalla de plata  | –50 kg           |
| Campeonato Asiático |                      |                   |                  |
| Año                 | Lugar                | Medalla           | Categoría        |
| 1986                | Darwin (Australia)   | Medalla de bronce | –50 kg           |